# マカベオ
マカベオ(Macabeo)は、ヨーロッパブドウの白ブドウ品種。ビウラ(Viura)やマカベウ(Macabeu, カタルーニャ語: [məkəˈβew], フランス語: [makabø])などとも呼ばれる。
スペイン北東部のラ・リオハ州とカタルーニャ州、フランス南部のラングドック＝ルシヨン地方で広く栽培されている。2004年時点のスペインでの栽培面積は約32,000ヘクタールであり、2007年時点のフランスでの栽培面積は約2,800ヘクタールだった。

## 特徴

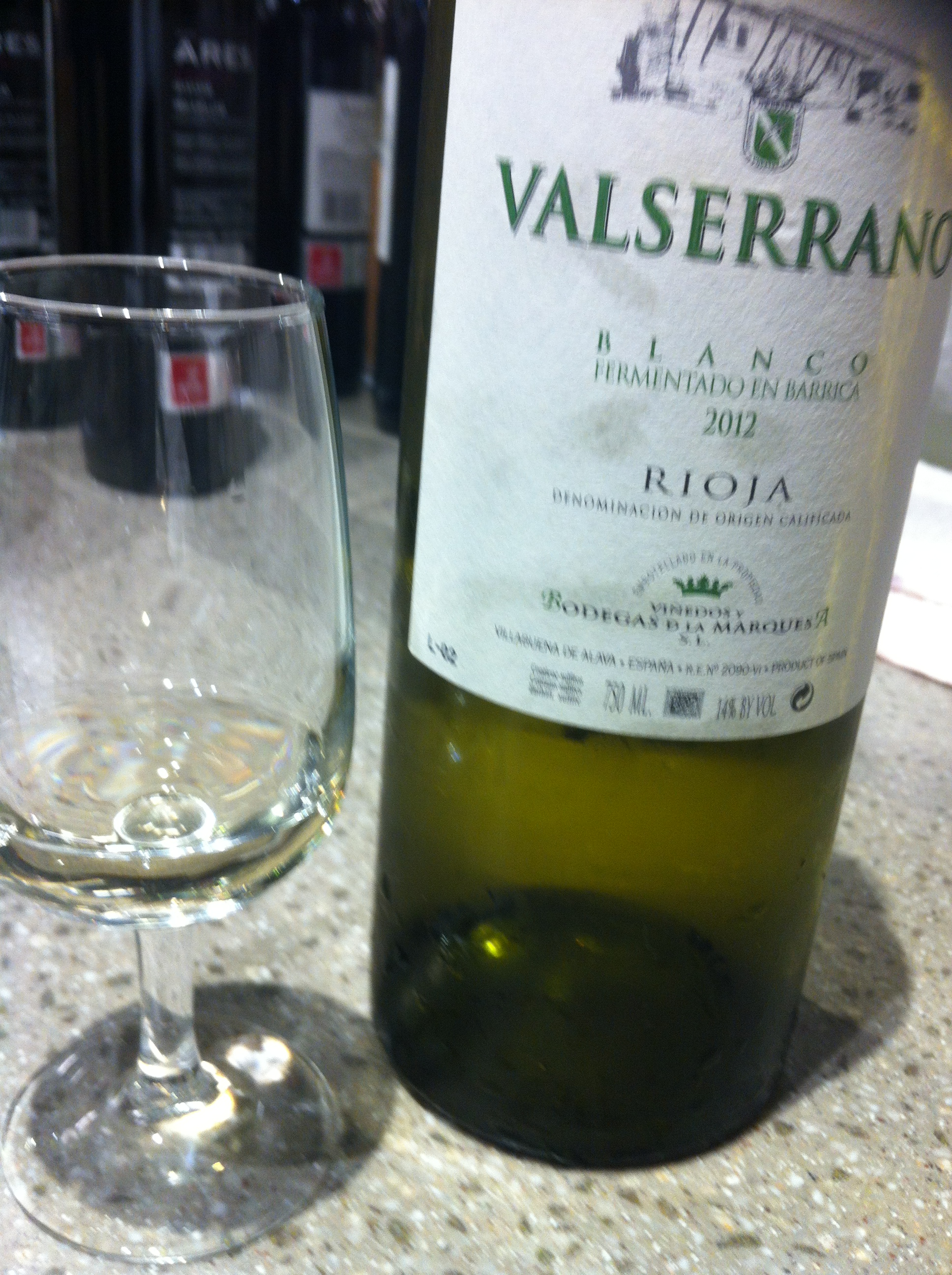
ビウラ種のブレンド比率が高いリオハの白ワイン

歴史的には際立った特徴のないブドウ品種であるとされてきた。マカベオ種は新鮮で、軽く、若く、緑がかった麦わら色で、比較的酸味が強く、花やハーブの香りを持つ。早い段階での消費や黒・白双方のブドウとのブレンドに適したワインとなる。マカベオ種は樽熟成によって果実のアロマとオークの香りが調和し、とても個性的で芳香の優れたワインとなるため、熟成期間が数十年間に及ぶこともある。オーク樽での発酵・熟成は行われる場合も行われない場合もある。

## 産地

### カタルーニャ地方
スペインのカタルーニャ州では、伝統的にマカベオ種（カタルーニャ語ではマカベウ種）・チャレッロ種・パレリャダ種をブレンドしてスパークリングワインのカバを生産しており、使用比率がもっとも高いのがマカベウ種である。また、オブセリョ・アブシンセという蒸留酒のベースにもなる。

### リオハ地方
スペインのリオハ (DOC)（主にラ・リオハ州）では、19世紀末のフィロキセラの流行後にマカベオ種（当地での呼称はビウラ種）が導入され、マルヴァジーア種やガルナッチャ・ブランカ種からの転換が進んだ。その理由のひとつとして、ビウラ種産ワインの酸化に耐える性質が挙げられる。
リオハの7%にあたる4,400ヘクタールで白ブドウ品種が栽培されており、その大半にあたる4,300ヘクタールはビウラ種である。リオハではビウラ種を主として、マルバシア・リオハナ種やガルナッチャ・ブランカ種を低比率でブレンドすることがある。しばしばテンプラニーリョ種やガルナッチャ種などの黒ブドウを主として、ビウラ種が低比率でブレンドされる。リオハの白ワイン生産者の中には、ビウラ種からレセルバ（最低4年間熟成）やグラン・レセルバ（最低4年間熟成）などの長期熟成を行ったワインを生産する生産者もいる。

### その他のスペイン
ビウラ種はリオハの東隣にあるナバーラ (DO)や、カスティーリャ・イ・レオン州のリベイロ (DO)でも認可されている。

### ルシヨン地方
フランスのルシヨン地方では、マカベオ種はスティルワインだけでなく酒精強化ワインにも使用される。

## 別名
この品種は地域によって、アルカニョール、アルカニョン、ブランカ・デ・ダロカ、シャラ・ブラン、フォルカリャ、グレデリン、ラルド、リスタン・アンダルドスチー、リスタン・アンダルススキー、リョサ、マカバン、マカベウ、マカベオ、マッカベオ、マッカベウ、マルボイシエ、プロベンサル、ケウエ・デ・レナルド、ロッサン、スビラ、トカイ、ユニ・ブラン、ビウラ、チャレッロ（カタルーニャ地方でカバの原料となるチャレッロ種とは異なる）などと呼ばれる 。